# Gadži Gadžiev
Gadži Muslimovič Gadžiev (in russo Гаджи Муслимович Гаджиев?, traslitterazione anglosassone: Gadzhi Gadzhiev o Gadzhi Gadzhiyev; Chasavjurt, 28 ottobre 1945) è un allenatore di calcio ed ex calciatore russo, presidente della Dynamo Makhachkala.

## Carriera

### Giocatore
La carriera da calciatore fu piuttosto modesta: il suo picco fu una stagione in terza serie con lo Spartak Leningrado.

### Allenatore
È stato assistente allenatore dell'Unione Sovietica che ha vinto l'oro alle Olimpiadi di Seoul del 1988, e vice-allenatore della Nazionale di calcio dell'URSS dal 1990 al 1991 e della CSI l'anno seguente. Nella sua carriera di allenatore ha guidato club prestigiosi come il Kryl'ja Sovetov, il Sanfrecce Hiroshima, l'Anzi e il Saturn Ramenskoe.

## Palmarès

### Allenatore
- Pervyj divizion: 1

Anzi: 1999